# 斡罗思 (康里人)
斡罗思（1258年—1313年），中国元朝大臣，康里氏。太府少监明里帖木儿之子。
至元十九年（1282年），为元世祖内府必阇赤（书史）。至元二十一年（1284年），任监察御史。转任云南行省理问、领云南王府事。因为得罪了权臣桑哥，被抄没家产。后来，历任八番罗甸、八番顺元等处宣慰使、都元帅。至元三十一年（1294年），犯法被人所告，于是逃到京师。元成宗大德六年（1302年）为罗罗思宣慰使兼管军万户。大德十一年（1307年）元武宗即位，任命他为中书左丞。领武卫亲军都指挥使、大都屯田府事，再升任中书右丞，兼翰林院国史承旨。后来出任四川行省平章政事。至大二年（1309年）召回大都，四年后去世，其子博罗普化、庆童。

## 传記資料
- 《元史》卷一百三十四 列傳第二十一